# Чернянка (притока Кисуці)
Чєрнянка (словац. Čierňanka) — річка в Словаччині, ліва притока Кисуци, протікає в окрузі Чадця.
Довжина — 21 км; площа водозбору 158 км².
Витікає в масиві Яблунковське межигір'я на схилі гори Прислоп на висоті 660 метрів. Протікає біля села Скаліте і селом Сврчіновец.
Впадають 
- Мілошовський потік[1]
- Чадечка
- Чадечанка.[2][3]

Впадає у Кисуцу біля міста Чадця на висоті 411 метрів.